# Huta Drewniana
Huta Drewniana – wieś w Polsce, położona w województwie łódzkim, w powiecie radomszczańskim, w gminie Kobiele Wielkie.
| SIMC    | Nazwa                  | Rodzaj     |
| ------- | ---------------------- | ---------- |
| 0542971 | Gorgoń                 | przysiółek |
| 0542936 | Huta Drewniana-Kolonia | część wsi  |
| 0542942 | Jachimowizna           | część wsi  |
| 0542959 | Jagodnik               | część wsi  |
| 0542965 | Wymysłów               | część wsi  |

W latach 1954–1959 wieś należała i była siedzibą władz gromady Huta Drewniana, po jej zniesieniu w gromadzie Kobiele Wielkie. W latach 1975–1998 wieś administracyjnie należała do województwa piotrkowskiego.